# Svetlica
Svetlica este o arie protejată (arie specială de conservare — SAC, sit de importanță comunitară — SCI) din Slovacia întinsă pe o suprafață de 1,94 ha, integral pe uscat.

## Localizare
Centrul sitului Svetlica este situat la coordonatele 49°11′13″N 22°03′01″E / 49.186944°N 22.050278°E.

## Înființare
Situl Svetlica a fost declarat sit de importanță comunitară în aprilie 2004 pentru a proteja 2 specii de animale. Situl a fost protejat și ca arie specială de conservare în martie 2004.

## Biodiversitate
Situată în ecoregiunea alpină, aria protejată conține 1 habitat natural: Râuri de munte și vegetația lor lemnoasă cu Myricaria germanica.
La baza desemnării sitului se află mai multe specii protejate:
- amfibieni (1): izvoraș-cu-burta-galbenă (Bombina variegata)
- nevertebrate (1): Isophya stysi

Pe lângă speciile protejate, pe teritoriul sitului au mai fost identificate 1 specie de plante, 1 specie de mamifere, 3 specii de nevertebrate, 3 specii de reptile.